# Guariba (Colniza)
Guariba é um distrito do município brasileiro de Colniza, no interior do estado de Mato Grosso. Segundo o censo demográfico de 2022, realizado pelo Instituto Brasileiro de Geografia e Estatística (IBGE), sua população era de 4 405 habitantes e havia 1 360 domicílios particulares permanentes ocupados. Foi criado pela lei municipal nº 151 de 3 de junho de 2004.
De acordo com o IBGE, em 2010 a população era de 3 038 habitantes e havia 1 361 domicílios particulares.